# Mario Cabezas
Mario Cabezas (19 de enero de 1954, Guayaquil, Ecuador) también conocido como Tilín Tilín, es un actor de televisión, más conocido por su participación en las comedias dirigidas por Jorge Toledo. 

## Biografía
Mario Cabezas inició su carrera con las criñosas en 1995, cuando integró el equipo de Ni En Vivo Ni En Directo de TC Televisión, un programa cómico de parodias, junto a David Reinoso, Flor María Palomeque y como director a Jorge Toledo. Luego el elenco migró de canal hacia Ecuavisa, formando parte de Vivos y El Cholito. Uno de sus personajes más carismáticos dentro del programa fue El Tin, parodia del futbolista Agustín "El Tin" Delgado, razón por la cual es apodado como Tilín Tilín, además de ser su frase más usada en los sketches así como la frase "pasa algo". Finalmente se trasladaron a Teleamazonas con el mismo programa de Vivos, y formó parte de la serie La pareja feliz.
Se separó del grupo de actores que conformaba David Reinoso, para formar parte de un nuevo proyecto con otros compañeros actores que también salieron de dicho grupo como Jaime Roca, Danilo Esteves, Luis Taranto, entre otros, junto al director Jorge Toledo, para el programa cómico Ni por aquí ni por allá, en Gamatv. Luego que el programa saliera del aire, todos los actores de dicho espacio fueron reubicados en otros proyectos menos él, hasta que en marzo de 2011, lo convocaron para incorporarse en el programa Dueños del medio día de GamaTV, luego que Danilo Esteves saliera del programa, dónde Cabezas se encargó de entrevistar a personas del medio y a gente común, donde improvisa con humor mientras personifica a un reportero de televisión.
En noviembre de 2012 se inscribió como candidato para asambleísta por el distrito uno de la provincia del Guayas, para el Partido Sociedad Patriótica del expresidente Lucio Gutiérrez, en el cual planeaba luchar contra el racismo, además de criticar la parodia de Don Burro, nombre dado a un asno con el cual un grupo de personas pretendía inscribirlo como candidato a la Asamblea en crítica a los talentos de pantalla inscritos.
Durante su ausencia en la televisión, en 2016, atravesó por una crisis económica por lo que se dedicó a repartir volantes en las calles y buses de Guayaquil, sobre su negocio de soportes para televisores.
Realizó reportajes para el canal 30 de Portoviejo y para una radio de la ciudad. También hizo teatro junto al actor Alejandro Osorio, con el que presentó la obra Mi mujer está preñada y no sé de quién, en Portoviejo y Jipijapa.
Desde 2018 se dedica a subir videos grabados con su celular, a las plataformas de Facebook y YouTube, donde entrevista a conocidos funcionarios y a personas anónimas de barrios peligrosos. Entre sus entrevistados intenta buscar algún talento escondido, así como testimonios de personas con problemas de alcohol y drogas, que le recuerdan su problema de adicción en su juventud e intenta ayudarlos a desahogarse frente a la cámara y buscarles un tratamiento médico.

## Vida personal
Cabezas es cristiano evangélico. Actualmente radica en Portoviejo donde conoció a su esposa Karla Guillem, una abogada de la ciudad.
Durante su juventud, Cabezas pasó por fases de depresión y adicción a las drogas, lo cual terminó llevándolo a extorsionar a los microtraficantes para obtener drogas mientras trabajaba de policía e incluso vendió sus herramientas de trabajo para seguir consumiendo.. Esto le costó un primer matrimonio. Cabezas forjó su talento de actor en las calles e ingresó a una iglesia donde lo descubrieron después de dejar totalmente las drogas en 1994, para más tarde participar en televisión.
A finales de agosto de 2020, Cabezas sufrió una parálisis facial, enfermedad por la cual realiza tratamientos y rehabilitaciones para su recuperación.

## Filmografía
- Ni En Vivo Ni En Directo
- Vivos
- El Cholito
- La pareja feliz
- Ni por aquí ni por allá
- Dueños del medio día
- 3 Familias
- Conjetura con mi madrastra[Acaba bien]